# Jan Soja
Jan Paweł Soja (ur. 25 stycznia 1931 w Gołonogu, ob. Dąbrowa Górnicza) – polski górnik, poseł na Sejm PRL VII kadencji.

## Życiorys
W 1946 został członkiem Związku Walki Młodych, a w 1953 Polskiej Zjednoczonej Partii Robotniczej. Uzyskał wykształcenie średnie. Od 1957 pracował jako ładowacz i górnik przodowy w Kopalni „Generał Zawadzki” w Dąbrowie Górniczej. Ukończywszy Technikum Górnicze, w 1974 awansował na stanowisko nadgórnika. W 1976 uzyskał mandat posła na Sejm PRL w okręgu Dąbrowa Górnicza. Pełnił funkcję zastępcy przewodniczącego Komisji Górnictwa, Energetyki i Chemii.